# Tom Clancy’s Jack Ryan
Jack Ryan – amerykański serial telewizyjny (dramat szpiegowski, thriller) wyprodukowany przez Genre Art, Push, Boot., Platinum Dunes, Skydance Media, Paramount Television oraz Amazon Studios, który jest luźną adaptacją serii książek o Jacku Ryanie napisanych przez Toma Clancy’ego.
Wszystkie 8 odcinków pierwszej serii zostało udostępnionych 31 sierpnia 2018 roku na stronie internetowej platformy Amazon Studios.
Serial skupia się na Jacku Ryanie, analityku CIA, który odkrywa system komunikowania się terrorystów.

## Obsada

### Główna
- John Krasinski jako Jack Ryan
- Abbie Cornish jako Cathy Mueller[2]
- Wendell Pierce jako James Greer[3]
- Ali Suliman jako Mousa Bin Suleiman[4]
- Dina Shihabi jako Hanin Ali[4]
- John Hoogenakker jako Matice[5]
- Noomi Rapace jako Harriet „Harry” Baumann (sezon 2)[6]
- Michael Kelly jako Mike November (sezon 2)[7]
- Jovan Adepo jako Marcus (sezon 2)[8]
- Jordi Molla jako Nicolas Reyes (sezon 2)[8]
- Cristina Umaña jako Gloria Bonalde (sezon 2)[8]
- Francisco Denis jako Ubarri (sezon 2)[8]

### Role drugoplanowe
- Karim Zein jako Samir,
- Nadia Affolter jako Sara
- Arpy Ayvazian jako Rama
- Haaz Sleiman jako Ali
- Amir El-Masry jako Ibrahim[9]
- Goran Kostić jako Ansore Dudayev
- Timothy Hutton jako Nathan Singer[10]
- Adam Bernett jako Patrick Klinghoffer
- Eileen Li jako Noreen Yang
- Mena Massoud jako Tarek Kassar[11]
- Zarif Kabier jako Jabir
- Kamel Labroudi jako Yazid
- Shadi Janho jako Amer
- Victoria Sanchez jako Layla Navarro
- Matt McCoy jako dr. Daniel Nadler
- Marie-Josée Croze jako Sandrine Arnaud[12]
- John Magaro jako Victor Polizzi
- Daniel Kash jako Shelby Farnsworth
- Jameel Khoury jako Colonel Al Radwan
- Kenny Wong jako Danny
- Emmanuelle Lussier-Martinez jako Teresa
- Al Sapienza jako Marcus Trent[13]
- Chadi Alhelou jako Fathi
- Stephane Krau jako Bruno Cluzet
- Yani Marin jako Ava Garcia
- Jonathan Bailey jako Lance Miller
- Natalie Brown jako Rebecca
- Blair Brown jako Sue Joyce, dyrektor CIA
- Ron Canada jako D.N.I. Bobby Vig
- Youness Benzakour jako Ismail Ahmadi
- Michael Gaston jako prezydent Pickett
- Julianne Jain jako Marabel

## Odcinki
| Sezon | Sezon | Odcinki | Oryginalna emisja Amazon Prime Video | Oryginalna emisja Amazon Prime Video |
| Sezon | Sezon | Odcinki | Premiera sezonu                      | Finał sezonu                         |
| ----- | ----- | ------- | ------------------------------------ | ------------------------------------ |
|       | 1     | 8       | 31 sierpnia 2018                     | 31 sierpnia 2018                     |
|       | 2     | 8       | 1 listopada 2019                     | 1 listopada 2019                     |
|       | 3     | 8       | 21 grudnia 2022                      | 21 grudnia 2022                      |
|       | 4     | 6       | 30 czerwca 2023                      | 14 lipca 2023                        |

### Sezon 1 (2018)
| Nr | # | Tytuł               | Reżyseria       | Scenariusz                     | Premiera Amazon Prime Video |
| -- | - | ------------------- | --------------- | ------------------------------ | --------------------------- |
| 1  | 1 | Pilot               | Morten Tyldum   | Carlton Cuse, Graham Roland    | 31 sierpnia 2018            |
| 2  | 2 | French Connection   | Daniel Sackheim | Carlton Cuse, Graham Roland    | 31 sierpnia 2018            |
| 3  | 3 | Black 22            | Patricia Riggen | Carlton Cuse, Graham Roland    | 31 sierpnia 2018            |
| 4  | 4 | The Wolf            | Daniel Sackheim | Carlton Cuse, Graham Roland    | 31 sierpnia 2018            |
| 5  | 5 | End of Honor        | Patricia Riggen | Stephen Kronish, Daria Polatin | 31 sierpnia 2018            |
| 6  | 6 | Sources and Methods | Carlton Cuse    | Patrick Aison, Annie Jacobsen  | 31 sierpnia 2018            |
| 7  | 7 | The Boy             | Patricia Riggen | Nazrin Choudhury, Nolan Dunbar | 31 sierpnia 2018            |
| 8  | 8 | Inshallah           | Daniel Sackheim | Carlton Cuse, Graham Roland    | 31 sierpnia 2018            |

## Produkcja
16 sierpnia 2016 roku, platforma Amazon zamówiła pierwszy sezon serialu, w którym tytułową rolę zagra John Krasinski
W listopadzie 2016 roku, ogłoszono, że Abbie Cornish otrzymała rolę Cathy Mueller.
W kolejnym miesiącu do obsady dołączyli: Wendell Pierce, Dina Shihabi oraz Ali Suliman.
Na początku lutego 2017 roku, poinformowano, że Marie-Josée Croze otrzymała rolę powracającą.
W kolejnym miesiącu ogłoszono, że Timothy Hutton, Mena Massoud, John Hoogenakker i Ali Sapienza zagrają w serialu.
W czerwcu 2017 roku, poinformowano, że Amir El-Masry otrzymał rolę Ibrahima.
24 kwietnia 2018 roku, Amazon platforma zamówiła drugi sezon serialu
Pod koniec lipca 2018 roku, ogłoszono, że Noomi Rapace wcieli się w rolę Harriet “Harry” Baumann, agentki niemieckich służb specjalnych.
W kolejnym miesiącu, poinformowano, że Michael Kelly, Jovan Adepo, Jordi Molla, Cristina Umaña i Francisco Denis dołączyli do obsady w drugim sezonie dramatu.
W połowie lutego 2019, Amazon potwierdził produkcję trzeciego sezonu.